# Ultima V: Warriors of Destiny
Ultima V: Warriors of Destiny (1988) es La Quinta Parte de la serie Ultima de juegos de rol.
Al inicio de Warriors of Destiny, el jugador se entera de que Lord British se ha perdido en una expedición en el Inframundo, y que el trono de Britania ha sido usurpado por un tirano conocido como Lord Blackthorn, mientras que tres figuras misteriosas conocidas como los Señores de las Sombras aterrorizan el territorio. Blackthorn refuerza una versión estricta y fundamentalista de las ocho virtudes, que llevan a resultados que son cualquier cosa menos virtuosos (por ejemplo, se requiere que los ciudadanos donen para la caridad, o sino son ejecutados). El Avatar es convocado de nuevo a Britannia por sus amigos; juntos forman los "Warriors of Destiny" para eliminar a los Señores de las Sombras, socavar el dominio de Blackthorn, y restaurar a Lord British en su trono.
Se puede decir que el juego aborda los temas del fundamentalismo y absolutismo moral.
Warriors of Destiny presentó una escritura más pulida (los primeros juegos presentaban algunos errores ortográficos y vocabulario irregular) y un nivel de detalle considerablemente mayor que los juegos previos. Asimismo incluyó un sistema de tiempo permitiendo ver como el sol se eleva y se oculta, y los personaje no-jugadores seguían horarios establecidos. Este juego ha sido alabado por mostrar -de manera bastante realística- una cultura viviendo bajo un régimen dictatorial. Por esto, su tono es mucho más oscuro que el de Ultima IV.
Este juego fue el último desarrollado para Apple II, dado que las limitaciones de ese sistema se estaban volviendo un estorbo para su avance tecnológico, y así todas las partes siguientes fueron desarrolladas en sistemas IBM PC compatibles. Esta también fue la última parte en que el creador de Última, Richard Garriot, tuvo mayor parte en la programación; en las siguientes participó únicamente como diseñador del juego.
Como en las dos partes anteriores de la serie, Ultima V también fue producida para NES por FCI/Pony Canyon. Sin embargo, esta versión claramente no fue tan buena como sus predecesoras: las partes introductorias fueron cortadas, los gráficos y el juego mismo estuvieron limitados (el ejemplo más notable sería que el área del pantano estuvo representado por campos mágicos venenosos), y hubo pocas pistas musicales.
La versión para Commodore 64 de Ultima V carecía completamente de música, pero por otro lado fue la misma versión que la Commodore 128.

## Personajes

### Los Señores de las Sombras
Hay tres Señores de las Sombras: 
- Nosfentor, el Señor de la Sombras de la Cobardía
- Astaroth, el Señor de la Sombras del Odio
- Faulinel, el Señor de las Sombras de la Falsedad.

Cada uno de los Señores representa la antítesis de uno de los tres principios de Verdad, Amor y Coraje.

## Alfabeto Rúnico
Ultima V empleó una forma modificada del alfabeto rúnico para algunos de los textos del juego, añadiendo algunas letras para hacer completa la correspondencia con el alfabeto inglés (además de que algunas runas representaban algunas combinaciones comunes de dos letras).